# Sindre Henriksen
Sindre Henriksen (* 24. Juli 1992) ist ein norwegischer Eisschnellläufer.

## Werdegang
Henriksen startete im November 2015 in Calgary erstmals im Weltcup und belegte dabei jeweils in der B-Gruppe den neunten Platz über 1000 m, den sechsten Rang über 5000 m und den dritten Platz über 1500 m. Im weiteren Saisonverlauf erreichte er in Inzell und in Heerenveen mit dem zweiten Platz in der Teamverfolgung seine ersten Podestplatzierungen im Weltcup. Im Januar 2016 wurde er bei der Mehrkampfeuropameisterschaft in Minsk Achter im Großen-Vierkampf. Bei den Einzelstreckenweltmeisterschaften 2016 in Kolomna errang er den siebten Platz über 1500 m. Zu Beginn der Saison 2016/17 wurde er in Bjugn norwegischer Meister über 1500 m. Im weiteren Saisonverlauf holte er in Heerenveen in der Teamverfolgung seinen ersten Weltcupsieg und belegte in Harbin und in Stavanger jeweils den zweiten Platz in der Teamverfolgung. Im Januar 2017 kam er bei der Mehrkampfeuropameisterschaft in Heerenveen wie im Vorjahr auf den achten Platz im Großen-Vierkampf. Bei den Einzelstreckenweltmeisterschaften 2017 in Gangwon gewann er die Bronzemedaille in der Teamverfolgung. Zudem errang er dort jeweils den 20. Platz über 1000 m und 1500 m. In der folgenden Saison belegte er in Heerenveen den zweiten Platz in der Teamverfolgung und in Stavanger den dritten Rang über 1500 m. Beim Saisonhöhepunkt, den Olympischen Winterspielen im Februar 2018 in Pyeongchang, gewann er die Goldmedaille in der Teamverfolgung und errang im Lauf über 1500 m den siebten Platz.
In der Saison 2018/19 wurde Henriksen in Tomaszów Mazowiecki Zweiter in der Teamverfolgung und erreichte mit drei Top-Zehn-Platzierungen über 1500 m den zehnten Platz im Gesamtweltcup über 1500 m. Bei der Mehrkampfeuropameisterschaft im Januar 2019 in Klobenstein kam er auf den vierten Platz im Großen-Vierkampf. Bei den Einzelstreckenweltmeisterschaften 2019 in Inzell holte er die Silbermedaille in der Teamverfolgung und errang zudem den 13. Platz über 1500 m. Anfang März 2019 wurde er bei der Mehrkampfweltmeisterschaft 2019 in Calgary Sechster.

## Persönliche Bestzeiten
- 500 m: 36,03 s (aufgestellt am 25. Februar 2017 in Inzell)
- 1000 m: 1:09,10 min (aufgestellt am 14. November 2015 in Calgary)
- 1500 m: 1:43,68 min (aufgestellt am 3. Dezember 2017 in Calgary)
- 3000 m: 3:42,12 min (aufgestellt am 7. November 2015 in Calgary)
- 5000 m: 6:15,74 min (aufgestellt am 1. Dezember 2017 in Calgary)
- 10.000 m: 13:21,28 min (aufgestellt am 19. November 2017 in Stavanger)

## Teilnahmen an Weltmeisterschaften und Olympischen Winterspielen

### Olympische Spiele
- 2018 Pyeongchang: 1. Platz Teamverfolgung, 7. Platz 1500 m

### Einzelstrecken-Weltmeisterschaften
- 2016 Kolomna: 7. Platz 1500 m
- 2017 Gangwon: 3. Platz Teamverfolgung, 20. Platz 1000 m, 20. Platz 1500 m
- 2019 Inzell: 2. Platz Teamverfolgung, 13. Platz 1500 m

### Mehrkampf-Weltmeisterschaften
- 2019 Calgary: 6. Platz Großer-Vierkampf

## Weltcupsiege im Team
| Nr. | Datum            | Ort          |
| --- | ---------------- | ------------ |
| 1.  | 9. Dezember 2016 | Heerenveen 1 |